# María Flores Adsuara
María Flores Adsuara (Almazora, 4 de octubre de 1991), más conocida como María Flores, es una exjugadora de balonmano que jugó casi toda su carrera para el Balonmano Elche.

## Trayectoria
Es una especialista defensiva (como atestiguan sus varios premios como mejor defensora de la Liga Guerreras Iberdrola) aunque debido a su rapidez no duda en salir al contraataque si el partido lo requiere o atacar en estático. Es la pieza angular sobre la que el mejor balonmano Elche de la historia ha asentado todos los conceptos defensivos definidos por Joaquín Rocamora, su entrenador.
María Flores comenzó sus primeros pasos en el Almazora. De ahí pasó al Castellón y, en la etapa de juvenil, jugó en las categorías formativas de Sagunto, donde se proclamó campeona de España.
María dio prioridad a sus estudios y, cursando en Elche el Grado de Ciencias en la Actividad Física se enroló en las filas del Torrellano. El por entonces Elche Mustang la llamó para completar el plantel del equipo de División de Honor Plata en la temporada 2011-12 con el que consiguió el ascenso a División de Honor en la temporada 2013-14.
Con el conjunto ilicitano jugó por primera vez en competición europea en la temporada 2013-14 y, en la temporada 2022-2023 llegaron a las semifinales de la Copa Europea de la EHF.
Asumió la capitanía tras la retirada de Ana Martínez y renovó en la temporada 2023-2024 para seguir dirigiendo al conjunto ilicitano desde el terreno de juego. En la temporada 2019-2020 consiguieron sendos subcampeonatos, tanto en la Liga como en la Copa y repitió el subcampeonato en 2022-23.
Fue partícipe del mayor logro hasta la fecha del conjunto franjiverde: la Copa de la Reina de la temporada 2020-2021 y la Supercopa del año siguiente.
En la temporada 2024/25 anunció su retirada del balonmano.

### Clubes
- Club Balonmano Elche (2011-14)
- UCAM Murcia (2014-15)
- Club Balonmano Elche (2015-2025)

#### Datos(a fecha de septiembre de 2023):[10]
|          | Liga | Copa | EHF |
| -------- | ---- | ---- | --- |
| Partidos | 251  | 29   | 20  |
| Goles    | 431  | 50   | 27  |

## Trofeos y galardones

### Trofeos nacionales
- 1 x Copa de la Reina (2021)
- 1 x Supercopa de España (2022)
- 1 x Copa Europea de la EHF (2023/24)[11]

### Galardones individuales
- Mejor defensora de la Liga Guerreras Iberdrola (2019-20,[12] 2020-21,[13] 2022-23[14])
- Mejor deportista del año de Almazora (2016, 2024)[15][16]
- Medalla e Insignia de Bronce de la RFEBM (2025)[17]